# シェイ・ランゲリアーズ
- シェイ・ランガリアーズ

シェイ・ライアン・ランゲリアーズ（Shea Ryan Langeliers, 1997年11月18日 - ）は、アメリカ合衆国オレゴン州ポートランド出身のプロ野球選手（捕手）。右投右打。MLBのアスレチックス所属。

## 経歴

### プロ入り前
高校時代に2016年のMLBドラフト34巡目（全体1032位）でトロント・ブルージェイズから指名されたが、契約せずにベイラー大学へ進学した。

### プロ入りとブレーブス傘下時代
2019年のMLBドラフト1巡目（全体9位）でアトランタ・ブレーブスから指名されプロ入り。契約金は400万ドル。傘下のA級ローム・ブレーブスでプロデビューし、54試合に出場して打率.255、2本塁打、34打点の成績を記録した。
2020年は新型コロナウイルスの影響でマイナーリーグの試合が開催されず、公式戦への出場はなかった。
2021年はAA級ミシシッピ・ブレーブスで開幕を迎え、シーズン終盤にAAA級グウィネット・ストライパーズへ昇格。2チーム合計で97試合に出場して打率.256、22本塁打、53打点の成績を記録し、オフにブレーブスのマイナーリーグ年間最優秀選手賞を受賞した。

### アスレチックス時代
2022年3月14日にマット・オルソンとのトレードで、クリスチャン・パチェ、ライアン・キューシック、ジョーイ・エステスと共にオークランド・アスレチックスへ移籍した。この年は傘下のAAA級ラスベガス・アビエイターズで開幕を迎えた。シーズン途中にはオールスター・フューチャーズゲームに選出され、ジャレッド・シュスターから本塁打を放つなど活躍し、MVPを受賞した。8月16日にメジャー契約を結んでアクティブ・ロースター入りし、同日のテキサス・レンジャーズ戦に「6番・指名打者」で先発出場してメジャーデビュー。初打席で有原航平から二塁打を放った。

## 人物
大学時代は工学を専攻していた。

## 詳細情報

### 年度別打撃成績
| 年 度    | 球 団    | 試 合 | 打 席 | 打 数 | 得 点 | 安 打 | 二 塁 打 | 三 塁 打 | 本 塁 打 | 塁 打 | 打 点 | 盗 塁 | 盗 塁 死 | 犠 打 | 犠 飛 | 四 球 | 敬 遠 | 死 球 | 三 振 | 併 殺 打 | 打 率 | 出 塁 率 | 長 打 率 | O P S |
| -------- | -------- | ----- | ----- | ----- | ----- | ----- | -------- | -------- | -------- | ----- | ----- | ----- | -------- | ----- | ----- | ----- | ----- | ----- | ----- | -------- | ----- | -------- | -------- | ----- |
| 2022     | OAK      | 40    | 153   | 142   | 14    | 31    | 10       | 1        | 6        | 61    | 22    | 0     | 0        | 0     | 0     | 9     | 0     | 0     | 53    | 4        | .218  | .261     | .430     | .691  |
| 2023     | OAK      | 135   | 490   | 448   | 52    | 92    | 19       | 4        | 22       | 185   | 63    | 3     | 2        | 1     | 2     | 34    | 2     | 5     | 143   | 10       | .205  | .268     | .413     | .681  |
| 2024     | OAK      | 137   | 534   | 482   | 58    | 108   | 18       | 2        | 29       | 217   | 80    | 4     | 2        | 0     | 6     | 41    | 2     | 5     | 145   | 15       | .224  | .288     | .450     | .739  |
| MLB：3年 | MLB：3年 | 312   | 1177  | 1072  | 124   | 231   | 47       | 7        | 57       | 463   | 165   | 7     | 4        | 1     | 10    | 84    | 4     | 10    | 341   | 29       | .215  | .276     | .432     | .708  |

- 2024年度シーズン終了時

### 年度別守備成績
| 年 度 | 球 団 | 捕手（C） | 捕手（C） | 捕手（C） | 捕手（C） | 捕手（C） | 捕手（C） | 捕手（C） | 捕手（C） | 捕手（C） | 捕手（C） | 捕手（C） |
| 年 度 | 球 団 | 試 合     | 刺 殺     | 補 殺     | 失 策     | 併 殺     | 守 備 率  | 捕 逸     | 企 図 数  | 許 盗 塁  | 盗 塁 刺  | 阻 止 率  |
| ----- | ----- | --------- | --------- | --------- | --------- | --------- | --------- | --------- | --------- | --------- | --------- | --------- |
| 2022  | OAK   | 17        | 126       | 10        | 1         | 2         | .993      | 0         | 19        | 16        | 3         | .158      |
| 2023  | OAK   | 123       | 945       | 47        | 10        | 6         | .990      | 7         | 122       | 84        | 38        | .311      |
| 2024  | OAK   | 131       | 1007      | 51        | 5         | 5         | .995      | 7         | 108       | 79        | 29        | .268      |
| MLB   | MLB   | 140       | 1071      | 57        | 11        | 8         | .990      | 7         | 141       | 100       | 41        | .290      |

- 2024年度シーズン終了時
- 各年度の太字はリーグ最高

### 表彰
MiLB
- オールスター・フューチャーズゲームMVP：1回（2022年）

### 記録
MiLB
- オールスター・フューチャーズゲーム選出：1回（2022年）

### 背番号
- 23（2022年 - ）

### 代表歴
- 2018年 第42回日米大学野球選手権大会 アメリカ合衆国代表